# Zbizuby
Zbizuby är en ort i Tjeckien.   Den ligger i regionen Mellersta Böhmen, i den centrala delen av landet, 50 km sydost om huvudstaden Prag. Zbizuby ligger 478 meter över havet och antalet invånare är 396.
Terrängen runt Zbizuby är lite kuperad. Runt Zbizuby är det ganska tätbefolkat, med 58 invånare per kvadratkilometer. Närmaste större samhälle är Vlašim, 15,6 km sydväst om Zbizuby. Omgivningarna runt Zbizuby är en mosaik av jordbruksmark och naturlig växtlighet.